# Anthrenus pulaskii
Anthrenus pulaskii is een keversoort uit de familie spektorren (Dermestidae). De wetenschappelijke naam van de soort werd in 2011 gepubliceerd door Kadej.

## Etymologie
Het epitheton is een patroniem ter ere van de Pools-Amerikaanse patriot Kazimierz Pulaski.

## Voorkomen
Anthrenus pulaskii is alleen bekend van Blythe in de Verenigde Staten.